# Stadtbibliothek Dormagen

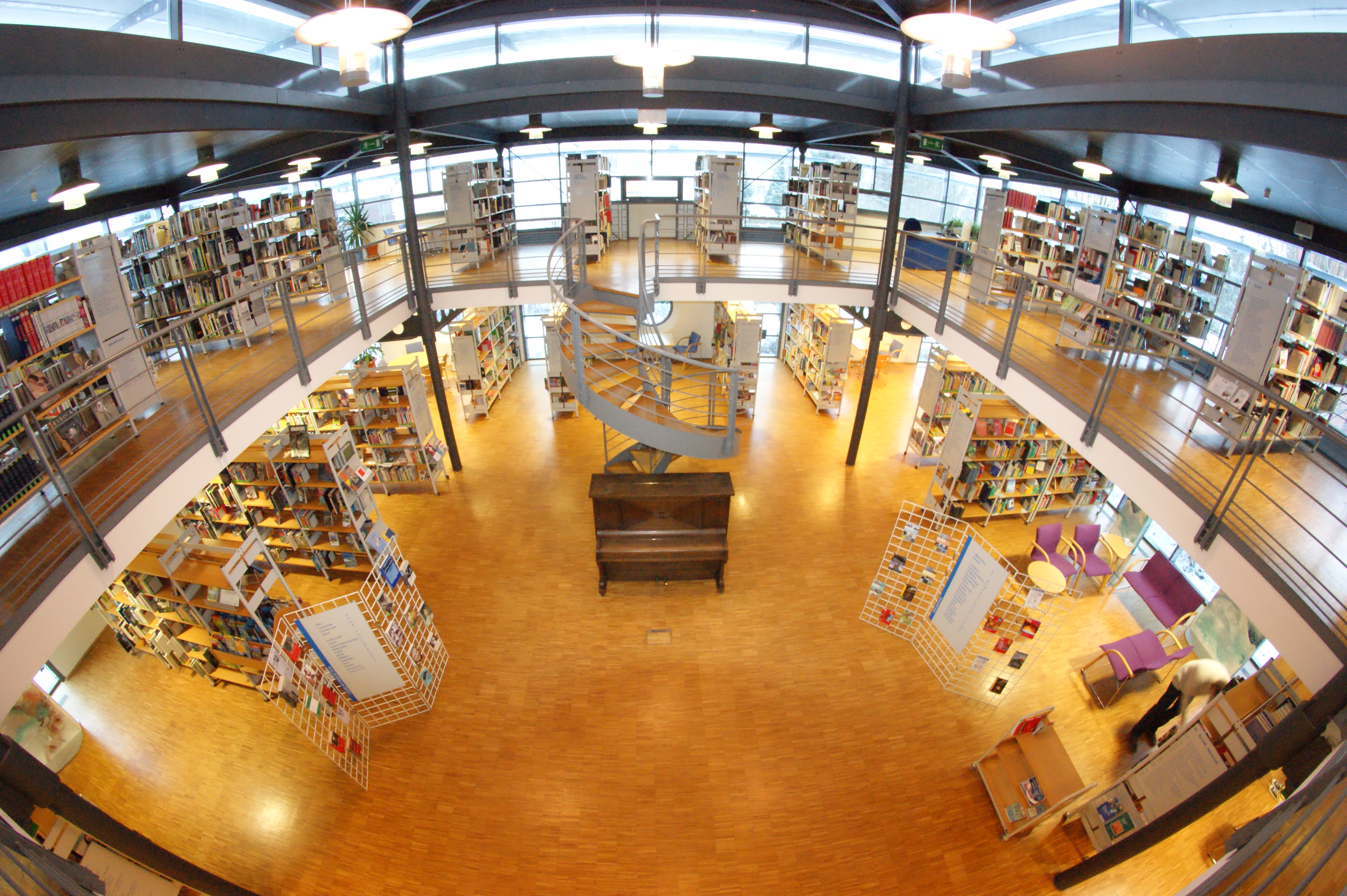
Stadtbibliothek Dormagen (2010)

Die Stadtbibliothek Dormagen ist eine öffentliche Bibliothek der Stadt Dormagen. Sie wurde 1964 gegründet und ist seit 1995 am Marktplatz 1 in einem eigenen Gebäude untergebracht.

## Geschichte
Ende Juli 1964 wurde die Städtische Bücherei als Amtsbücherei Dormagen in der Kölner Straße 28 mit einem Bestand von 1.319 Bänden unter der Leitung von Fritz Werner eröffnet. Die finanzielle Grundlage bildeten damals neben einem Landeszuschuss und den Haushaltsmitteln des Amtes Dormagen eine zweckgebundene Spende der Bayer AG in Höhe von 8.000 Mark sowie eine Spende der Firma Pfeifer & Langen in Höhe von 1.000 Mark. Von 1964 bis 1970 versiebenfachten sich die Bestandszahlen mit fast 10.000 Büchern und die Ausleihzahlen mit über 20.000 im Jahr 1970.
Im Januar 1971 wurde die erste Zweigstelle im Stadtteil Hackenbroich in der Moselstraße 6–8 mit 2.600 Bänden eröffnet, im August 1971 folgte die zweite Zweigstelle im Stadtteil Horrem in der Horremer Straße 4 mit 3.100 Bänden. Ende 1971 umfasste der Gesamtbestand der Stadtbücherei annähernd 16.000 Bände. Im August 1972 begann die Stadtbibliothek ihre Veranstaltungsdienste mit Vorlesestunden für 6- bis 12-jährige Kinder. Im Oktober 1973 regte der Kulturausschuss die Einrichtung einer „Regionalhistorischen Sammlung“ bei der Stadtbücherei an.
Im Februar 1974 fand die erste Autorenlesung mit Tilman Röhrig statt. Im Juli 1974 wurde die Zweigstelle Hackenbroich um eine Kinder- und Jugendbücherei in den umgebauten Kellerräumen erweitert. Mit 220 gespendeten fremdsprachigen Büchern, hauptsächlich Kinderbüchern, wurde im März 1975 der Grundstock für die „fremdsprachige Abteilung“ in der Stadtbücherei gelegt. Im gleichen Jahr begann man mit der Ausleihe von Kassetten. Dazu wurden zunächst 200 Kassetten angeschafft.
Durch die Gebietsreform im Zuge des Düsseldorf-Gesetzes kamen 1975 die Büchereien in Stürzelberg und Zons als dritte und vierte Zweigstelle zur Stadtbücherei Dormagen hinzu. Im Juli 1976 verabredeten die Stadtbücherei und die kirchlichen Büchereien regelmäßige Bestandsabsprachen und einen Zentralkatalog mit Standort in der Hauptstelle der Stadtbücherei. Diese sollte einen Leihverkehr im Stadtgebiet ermöglichen. Ebenfalls 1976 zog die Zweigstelle Horrem in größere Räume in die Heesenstraße um.
Die Hauptstelle der Stadtbücherei zog 1977 in der Römerstraße 18 um. Im Februar 1979 ersetzte die Stadtbücherei Dormagen die Stadtbücherei Grevenbroich als Mittelpunktbibliothek. Im April 1980 wurde mit „Spiele zum Ausleihen“ das erweiterte Medienangebot in der Zweigstelle Hackenbroich mit 70 Spielen gestartet.
Im Juni 1980 eröffnete die Stadtbücherei ihre Hauptstelle an der Kölner Straße 41 mit Erwachsenen- und Kinderbücherei, fast 20.000 Büchern, 25 laufend gehaltenen Zeitschriften, 8 Tages- bzw. Wochenzeitschriften, 17 Diaserien, knapp 400 Kassetten und 165 Spielen. Im gleichen Jahr wurde die Zweigstelle in Stürzelberg geschlossen. Im Dezember 1980 lag die Zahl der „aktiven“ Leser bei 5.352 Personen. Damit erhöht sich die Zahl derer, die regelmäßig die Stadtbücherei Dormagen benutzen, um 668 Personen gegenüber dem Jahr 1979.
Die Zweigstelle Zons zog Januar 1981 in die Schloßstraße 2–4 um. Auf einer Fläche von 330 m² werden 10.700 Bücher, 120 Kassetten, 150 Spiele, 15 Zeitschriften und 4 Zeitungen angeboten. Insgesamt standen 1981 11.400 Medien zur Verfügung.
Inzwischen existiert jedoch nur noch die Hauptstelle am Marktplatz 1.

## Bestand und Dienstleistungen
In ihrer Sammlung verfügt die seit 2006 TÜV-zertifizierte Stadtbibliothek insgesamt über ungefähr 41.000 Medien, davon über 29.000 Printmedien, rund 12.000 audiovisuelle und 60.000 elektronische Medien (im Verbund). Außerdem werden rund 85 abonnierte Zeitschriften und verschiedene Tages- und Wochenzeitungen angeboten.
Die Stadtbibliothek bietet ein umfangreiches Veranstaltungsprogramm an, z. B. Lesungen, Führungen, Ausstellungen, Veranstaltungen zur Leseförderung und zur Förderung der Medienkompetenz.
Sie hält für jede Zielgruppe Angebote bereit, unter anderem eine große Kinderbibliothek, die Young Corner für Jugendliche, den Bereich Beruf und Karriere, einen großen Belletristik-Bereich, die Abteilung Schullektüre, fünf Internet-Arbeitsplätze sowie den im Oktober 2006 eröffneten Bereich Eltern-Bibliothek. 2007 hat die Stadtbibliothek ihr Angebot um Medien für die Zielgruppe 55+ erweitert. 2011 wurde ein großer Bereich der Bibliothek in einen Lernort umgestaltet. Seit 2015 verfügt die Stadtbibliothek über Selbstverbuchung. Seit 2021 bietet die Bibliothek einen Coworking Space an. 